# Anna Ekström (konstnär)
Anna Ekström, född 2 juli 1859 i Örebro, död 27 februari 1949 i Nora, var en svensk folkskollärare och målare.
Ekström studerade till lärare vid seminariet i Falun och deltog under 1870-talet vid teckningslektioner vid Slöjdskolan i Stockholm. Efter sin pension återupptog hon konststudierna för Esther Kjerner och Eva Bagge, och blev en mycket uppskattad konstnär i sin hemtrakt. Hon medverkade i den Historiskt-topografiska utställningen från Örebro län i Örebro 1902. Ekström är representerad vid Örebro läns museum och Nationalmuseum med sju små skisser utförda 1938–1942 som avbildar museets interiör.